# Camp gravitatori

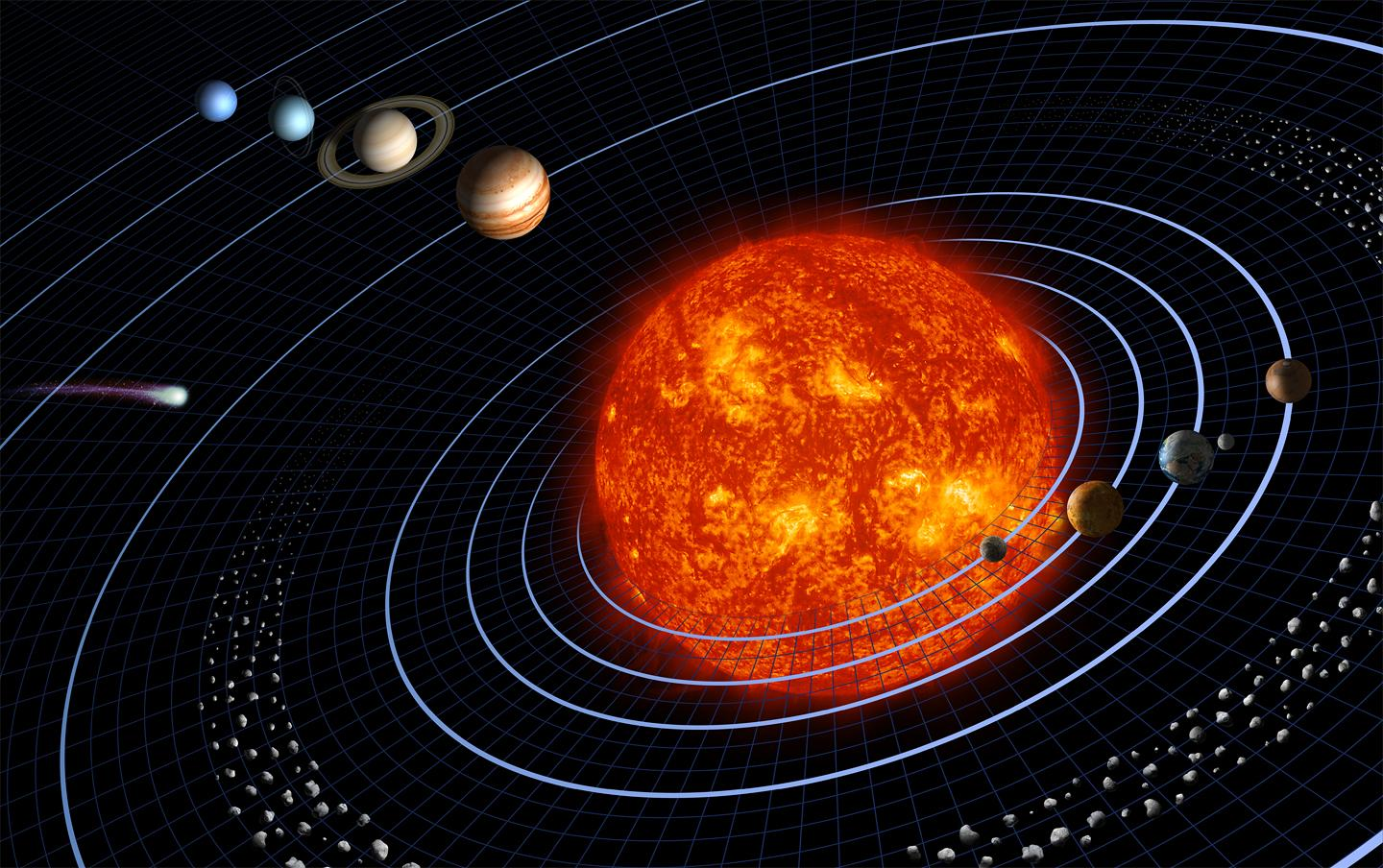
Una de les aplicacions del càlcul del camp gravitatori és l'estimació de les trajectòries que mantenen els planetes quan orbiten al voltant d'una estrella

En física, el camp gravitatori és un camp de força vectorial que descriu l'acceleració de la gravetat en una regió de l'espai. El coneixement d'aquest camp gravitatori, a més, permet calcular la força de la gravetat que afecta qualsevol objecte situat en la regió estudiada. La primera definició, la va fer Isaac Newton però Albert Einstein la tornà a definir en la relativitat general.

## Gravitació en la física de Newton
És la primera aproximació i és la que es fa servir en la mecànica clàssica. De fet, és un bon model per a descriure a grans trets els efectes de la gravetat.
En aquest model, el camp gravitatori pot definir-se com la força per unitat de massa que experimentarà una partícula puntual situada davant la presència d'una distribució de massa unitat.
El càlcul es pot fer mitjançant la llei de la gravitació universal[1] de Newton, ja que el camp gravitatori al voltant d'una partícula és un camp vectorial, on a cada punt de l'espai se li associa un vector de força de mòdul igual a la força que experimentaria una partícula de massa elemental en aquell punt (1 kg) en presència de la partícula estudiada amb direcció cap a la partícula estudiada.

Interacció gravitatòria entre dues partícules aïllades segons Newton

[1]
{\displaystyle F=G{\frac {m_{1}m_{2}}{r^{2}}}}
F és la magnitud de força gravitatòria entre dos centres de massa
G és la constant de gravitació
m1 és la massa de la primera partícula
m₂ és la massa de la segona partícula
r és la distància entre ambdues partícules

El camp al voltant de diverses partícules es calcula mitjançant la superposició dels camps generats per cada una d'aquestes partícules aïllades. Un objecte afectat per un camp de diverses partícules serà afectat per una força igual a la suma de tots els vectors força, generats per cada un d'aquests camps individuals.

## Gravitació en la relativitat general
En la teoria de la relativitat general, es determina solucionant les equacions de camp d'Einstein. Aquestes equacions, a diferència de les de Newton, que només depenen de la matèria, també depenen de la distribució de l'energia en una regió de l'espai. Així, els camps en la relativitat general representen una curvatura de l'espaitemps. La relativitat general determina que, en estar en una regió corbada de l'espai, un objecte pateix una acceleració equivalent a accelerar amb el gradient del camp en aquell punt seguint la segona llei de Newton.

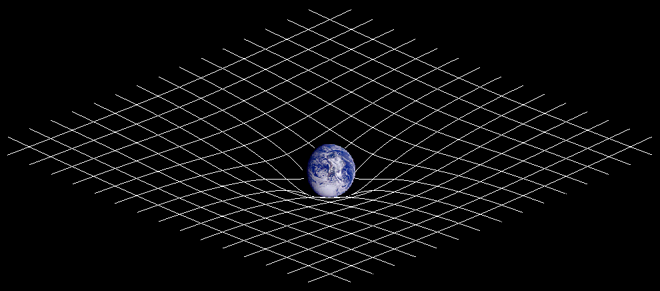
Segons la relativitat general, la presència de matèria canvia la geometria de l'espaitemps. Quantificar aquesta deformació (corbada) és el que permet calcular el camp gravitatori d'una certa regió de l'espai

En general, els canvis numèrics entre ambdues teories són poc significatius; tot i així, hi ha diversos experiments verificables que demostren que és més precisa la gravitació entesa de la manera en què ho fa Einstein en la relativitat general.

## Flux del camp gravitatori[1]
S'anomena flux al nombre de línies de camp que travessen una superfície. Es representa de manera que el nombre de línies de camp per unitat de superfície perpendicular en aquestes indica la intensitat del camp.
{\displaystyle g={\frac {\phi }{S}}\longrightarrow \phi =g\cdot S}
{\displaystyle g} = intensitat del camp
{\displaystyle \phi } = flux del camp gravitatori
{\displaystyle S} = unitat de superfície
Si la superfície no es perpendicular a les línies de camp caldrà fer servir la projecció de la superfície en la direcció perpendicular a les línies. Així quedaría la fórmula del flux:
{\displaystyle \phi ={\overrightarrow {g}}\cdot {\overrightarrow {S}}=g\cdot S\cdot \cos \theta }
On el {\displaystyle \cos \theta } es l'angle entre la superfície i les línies de camp.